# Drago Jančar
Drago Jančar (Maribor, 1948. április 13. –) szlovén író, drámaíró, esszéista, forgatókönyvíró, előadó. A műveit 18 nyelvre fordították le, drámáit sok országban bemutatták. A prózáját modernista modellek jellemzik, esszéiben gyakran foglalkozik politikai és társadalmi kérdésekkel. Az egyik legtermékenyebb és legelismertebb szlovén író.

## Élete
Mariborban született 1948. április 13-án. Az apja a második világháború alatt csatlakozott a szlovén partizánokhoz. Jančar szülővárosában jogot tanult, és a Katedra hallgatói folyóirat főszerkesztője volt. 1974-ben letartóztatták az ellenséges kultúra terjesztése miatt. Ekkor elvesztette a munkáját, és egy év börtönre ítélték, ám három hónap múlva szabadon engedték. Ugyanebben az évben katonai szolgálatra hívták Szerbiába, ahol a felettesei sorozatosan megalázták. A katonai szolgálat után úgy döntött, hogy csak az írással foglalkozik. 1978-ban Ljubljanába költözött, és íróként kezdett dolgozni a Viba szlovén filmgyártó társaságnál. 1981-ben a Szlovén Emigránsok Szövetsége, a Slovenska Matica szerkesztője és főtitkára volt, 1987 és 1991 között pedig a Szlovén PEN Központ elnöke.

## Művei

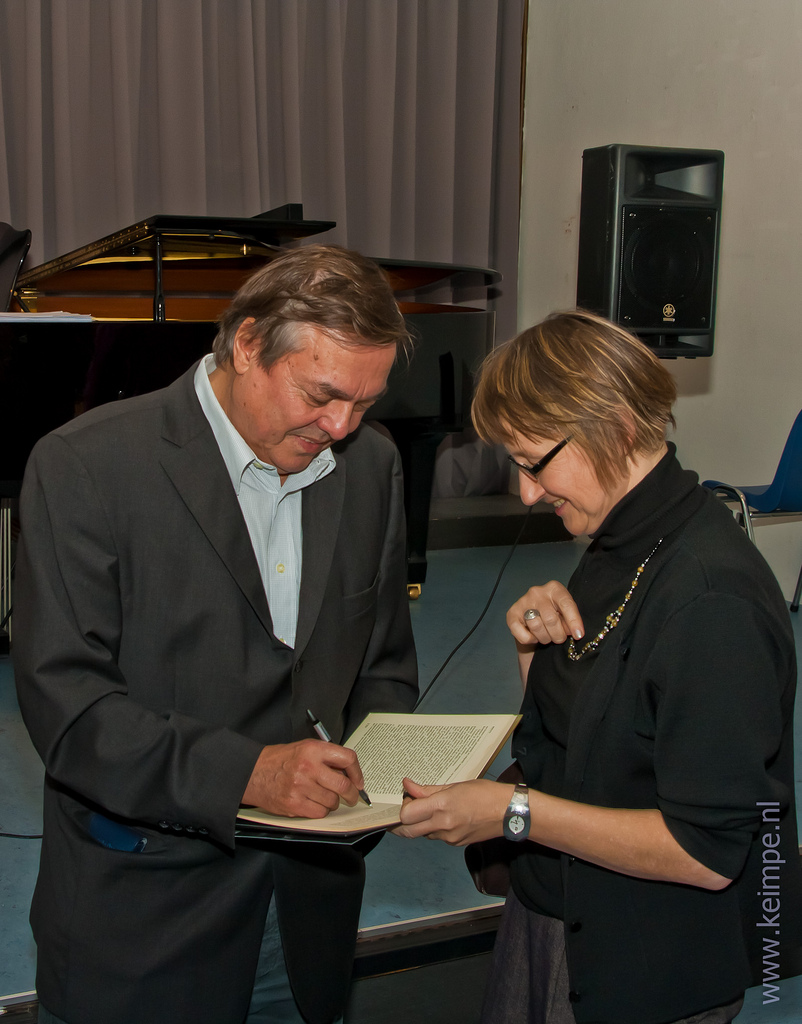
2010-ben

### Regények
- Petintrideset stopinj (1974)
- Galjot (1978)
- Pogled angela (1992)
- Posmehljivo poželenje (1993)
- Zvenenje v glavi (1998)
- Katarina, pav in jezuit (2000)
- Graditelj (2006)
- Drevo brez imena (2008)
- To noč sem jo videl (2010)
- Maj, november (2014)
- In ljubezen tudi (2017)

### Drámák
- Disident Arnož in njegovi (1982)
- Veliki briljantni valček (1985)
- Vsi tirani mameluki so hud konec vzeli ... (1986)
- Daedalus (1988)
- Klementov padec (1988)
- Zalezujoč Godota (1988)
- Halštat (1994)[9]
- Severni sij (2005)
- Lahka konjenica (2006)
- Niha ura tiha (2007)

### Esszék
- Razbiti vrč (1992)
- Egiptovski lonci mesa (1994)
- Brioni (2002)
- Duša Evrope (2006)
- Šala, ironija in globlji pomen (2006)
- Jakobova lestev (2009)
- Pisanja in znamenja (2014)

### Filmek
- Nevidni prah (A láthatatlan por) (tévéfilm, (2009)
- Zvenenje v glavi (Hang a fejben) (2002)
- Primoz Trubar (tévésorozat, 1986)
- Heretik (tévéfilm, 1986)
- Razseljena oseba (Az elhagyott személy) (filmdráma, 1982)

## Magyarul
- A gályarab; ford. Gállos Orsolya; Európa, Bp., 1985
- A nagy brilliáns valcer (dráma); ford. Gállos Orsolya; in: A hódító. Mai szlovén drámák; vál. Boján Štih, utószó Gállos Orsolya; Európa., Bp., 1989 (Modern könyvtár)
- Az eltört korsó – Szlovén esszék (1992)[10]
- Hallstatt (dráma, 1997)[11]
- Az angyal pillantása; ford. Gállos Orsolya, Körtvélyessy Klára, Reiman Judit, vál. Gállos Orsolya; Jelenkor, Pécs, 1997 (Kiseurópa sorozat)
- Kaján vágyak; ford. Gállos Orsolya; Osiris–2000, Bp., 1997 (Arany-Közép-Európa)
- Zajgás a fejben; ford. Gállos Orsolya; Jelenkor, Pécs, 2001
- Katarina, a páva és a jezsuita. Regény; ford. Gállos Orsolya; Jelenkor, Pécs, 2006
- A névtelen fa; ford. Gállos Orsolya; L'Harmattan, Bp., 2011 (Valahol Európában)
- Ma éjjel láttam őt; ford. Gállos Orsolya; L'Harmattan, Bp., 2016 (Világszép irodalom)
- És a szerelem is...; ford. Gállos Orsolya; Metropolis Media, Bp., 2024